# Трифон Христовски
Трифон Николов Христовски е български автор, публицист и есперантист. През живота си той страда от детски паралич, заради който функционира само лявата му ръка.

## Биография

### Ранни години
Роден в с. Радотина – Община Ботевград през 24 януари 1905 г. в семейството на Никола и Цана Трифонови. Той е едно от седем деца, от които три живеят пълен живот. Само на няколко месеца той заболява от детски паралич и неговите крайници, с изключение на лявата ръка остават неподвижни. Това принуждава семейството му да започне да се грижи за него, главно като го носи до училище. Христовски учи в местното училище, но образованието му е прекратено след като се научава да чете и пише, тъй като семейството му смята, че заради състоянието си, той няма да има къде да използва знанията.
Трифон Христовски започва да се образова от домът си, като използва книгите и учебниците, които приятелите му носят от училище. Семейството му няма много книги и за това той започва сам да си набавя четиво и постепенно създава своя домашна библиотека. Трифон Христовски прекарва детството си вкъщи, като се придвижва чрез приспособление, което баща му направил. Вкъщи той е оставян под грижата на баба си или по-често сам. През това време той се учи от книгите в домашната библиотека, като по този начин значително обогатява културата си.

### Подобряване на знанията
С времето Христовски развива широки познания по литература, критика, история и естествени науки. Най-заинтригуван е от литературата, засягаща въпроси свързани с политическата икономия и обществените противоречия. Постепенно Христовски развива свои политически виждания, които все повече и повече си съвпадат с левите идеологии. По това време в селото се създава младежко партийно дружество, в което Трифон Христовски първоначално не членува. Христовски се запознава със секретарят на дружеството – Георги Пеев, с когото, по време на селските седенки, Трифон Христовски води редица идейни спорове, от които Георги Пеев често излизал победител.
Георги Пеев е основният фактор който напълно спечелва Христовски за лявата идея, като го запознава с пролетарското творчество на редица автори. Трифон Христовски става виден член на младежкото партийно дружество в селото. Неговата политическа нагласа е затвърдена след Септемврийското въстание през 1923 г. Той открито заявява вижданията си, но заради състоянието си, не е смятан за заплаха. Трифон Христовски и Георги Пеев стават много близки до 1925, когато на 4 юни полицията арестува Георги Пеев, заедно с брат му Коцо и Петко Димов от с. Радотина, заради техните политически възгледи. В нощта на 5 срещу 6 юни в ботевградската казарма става веселба, която обаче прикрива убийството на 24-ма мъже, едни от които са Георги, Коцо и Петко.

### Безстрашие
Трифон Христовски не се плаши от това и започва още по-видно да заявява позициите си, като дори е носен в полицията, където е заплашван. Заплахите обаче са напразни, защото Христовски не спира с действията си. Директорът на местната прогимназия запознава Трифон Христовски с универсалният език есперанто, който усвоява и използва за кореспонденция с хора от СССР, Китай, Япония, САЩ, Канада, Англия, Германия, Дания, Франция, Испания, Югославия, Италия, Холандия, Австрия, Индия, Швеция, Виетнам, Египет, Полша, Финландия, Белгия и Швейцария. Той извършва комуникацията, чрез радио, с което се сдобива. Контактите му постепенно се увеличават, като половината писма в селото, биват изпратени до него.

### Инициатива
Животът на Трифон Христовски е погълнат от обществената дейност и литературната работа. Той се явява общоводител на местната младеж, като председателства младежкото партийно дружество. С настъпването на Втората световна война тялото на Христовски е завзето от куп болести и той прекарва голяма част от последните си години на легло в редица болници. На 27 декември 1943 г. Трифон Христовски взема решението да напусне болницата и да се върне в родното си село. С липсата на професионална лекарска намеса положението му се влошава и майка му е принудена да се грижи за него.
Трифон Христовски умира на 17 май 1944 г.

## Творчество

### Навлизане в литературата
Трифон Христовски прави първият си литературен опит с повестта „Не гасне“. Несигурен обаче той преотстъпва правата на софийският писател Иван Бурнаджиев, като бива уверен, че Бурнаджиев ще преработи работата основно и ще я публикува. Христовски е смаян като прочита финалният продукт, който е почти същият, с леки промени.
Учител го запознава с мистерии около смъртта на Христо Ботев. През 1937 г. Христовски пише статия с цитати по темата, а през 1938 г. успява да издаде брошурата „Смъртта на Христо Ботев“. С нея той придобива сравнителна известност, заради нечуваните тогава схващания и гледни точки в брошурата. Трифон Христовски издава книгите „Проблеми на селото“ и „Любов и брак“.

### Цензурирана книга
Тогавашната цензура се опитва да спре книгите от печат заради спорните възгледи и идеи в тях, но безуспешно. След богата кореспонденция с Китай, през 1938 г. Христовски написва книгата „Войната в Далечният Изток“. Цензурата не допуска книгата до печат, защото в нея се представят позиции, свързани със събитията, случващи се в Китай по това време.
Последната голяма творба на Трифон Христовски е автобиографичната „Моят живот“, която той пише до смъртта си през 1944 г. Книгата е преиздавана няколко пъти, заради интригуващата история на автора.

## Издания
- Христовски, Трифон. Моят живот.   София, Профиздат, 1950.
- Христовски, Трифон. Гигант на духа.   Paprback, 1992.

## Признание
- Читалището в село Радотина се нарича „Трифон Христовски – 1906“.[4]
- Орден „За народна свобода“ – II степен, Указ 144, Държавен съвет на НРБ (посмъртно)[1]

## Семейство
- Баща Никола
- Майка	Цана